# とりごえ食品
とりごえ食品株式会社（とりごえしょくひん）は、かつて日本に存在した麺類製造会社。広島県三原市沼田東町両名に本社があった。
2006年1月27日に約43億円の負債を抱え広島地方裁判所に自己破産を申請し、営業を停止した。

## 概略
1962年（昭和37年）10月に広島県三原市で創業。
1967年（昭和42年）4月に有限会社鳥越製麺所として法人化。
1974年（昭和49年）10月にとりごえ食品有限会社に商号変更。
1976年（昭和51年）5月に株式会社に改組。
調理麺68%、茹麺17%、生麺15%の割合で、主に中国・近畿地方のコンビニや大手スーパー、地元スーパー1,5000社を対象に、ピーク時の1987年（昭和62年）3月期には年商約57億円をあげていた。
しかし、1980年（昭和55年）の本社工場、1984年（昭和59年）の大阪工場の新築資金や営業所の設置費用で借入が膨らんでいたうえ、関連会社の永栄興産有限会社（ゴルフ練習場経営）への支援が財務の負担となっていた。そうした中、1993年（平成5年）3月期、1994年（平成6年）同月期が赤字に転落、対応策として不採算商品の製造中止や販売エリアの見直しを実施したが、深夜作業と年中無休体制でランニングコストが嵩み収益力が低下。2005年（平成17年）3月期は年商41億6,700万円に落ち込み、前期損益修正損などの特別損失3億500万円もあって5億500万円の赤字となり債務超過に陥った。
2006年（平成18年）1月27日、広島地方裁判所に自己破産を申請。

## 事業所
- 工場 
  - 本社工場 三原市沼田東町両名972-1
  - 大阪工場 泉佐野市住吉町30-1
- 営業所 
  - 山口営業所 防府市植松473-1
  - 広島営業所 広島市西区商工センター5丁目5-31
  - 三原営業所 三原市沼田東町両名972-1
  - 岡山営業所 岡山市藤田字錦564-184
  - 姫路営業所 姫路市飾磨区中野田１丁目13
  - 大阪営業所 泉佐野市住吉町30-1